# Летње олимпијске игре 1960.
XVIII Летње олимпијске игре су одржане 1960. године у Риму, Италија. Рим је већ раније био одређен као град домаћин 1908 али је тада италијанска влада због ерупције вулкана Везува 1906. године одлучила одустати од организације, па су су игре те године одржане у Лондону. МОК је за домаћина Игара 1960. изабрао Рим у конкуренцији више градова у којој су били: Лозана, Детроит, Будимпешта, Брисел, Мексико сити и Токио.
Игре у Риму су биле прве којима је глобални развој и ширење телевизије помогао у промоцији и емитовању преноса такмичења. Забележено је да је преко 100 ТВ канала преносило програм игара у Европи, САД, Канади и Јапану. Тиме је постигнут велики интерес за Игре, а и појаву првих телевизијских спортских звезда.
Биле су то задње игре на којима је учествовала екипа Јужноафричке Републике пре забране која је уследила због политике апартхејда. Тој држави је учешће поново дозвољен 1992. године.
Током Игара посебно се истакло неколико такмичара:
- Дански једриличар Паул Елвстром је освојио своју четврту узастопну златну медаљу, трећу у категорији 'Фин', те је тиме постао први спортиста у појединачним спортовима којему је то пошло за руком.
- Мачевалац Аладар Геревич из Мађарске је освојио своју шесту узастопну златну медаљу у екипном такмичењу, дисциплина сабља, што је до данас недостигнути рекорд у екипним спортовима.
- Вилма Рудолф, атлетичарка из САД-а, освојила је три злата у спринтерским дисциплинама. Занимљиво је да је као дете обољела од дечје парализе, али се уз спорт успешно опоравила и постала олимпијски победник.
- Абебе Бикила из Етиопије је победио у маратону, трчећи бос. Бикила је постао први олимпијски победник из Африке.
- Касијус Клеј, касније познат као Мухамед Али, освојио је злато у лако-тешкој категорији.
- Дански бициклист Кнут Џенсен колабирао је током трке па је касније преминуо у болници. Било је то други пут у историји да је неки такмичар преминуо током такмичења на олимпијским играма, први пут се то догодило Португалцу Франциску Лазару, маратонцу, на Олимпијским играма 1912.
- По укупном броју медаља спортисти СССР-а су потврдили своју премоћ, освојивши при томе више од четвртине укупно додељених златних медаља!

## Списак спортова
Пливање, скокови у воду и ватерполо су сматрани различитим дисциплинама истог спорта.
| - Атлетика - Бициклизам - Бокс - Дизање терета - Гимнастика - Хокеј на трави - Хрвање - Једрење - Кајак и кану на мирним водама - Кошарка |  | - Коњички спорт - Мачевање - Модерни петобој - Фудбал - Пливање - Скокови у воду - Стрељаштво - Ватерполо - Веслање |

## Списак поделе медаља
(медаље домаћина посебно истакнуте)
| Олимпијске игре 1960. |                       |       |        |        |        |
| Пласман               | Држава                | Злато | Сребро | Бронза | Укупно |
| 1                     | СССР                  | 43    | 29     | 31     | 103    |
| 2                     | САД                   | 34    | 21     | 16     | 71     |
| 3                     | Италија               | 13    | 10     | 13     | 36     |
| 4                     | Уједињени Немачки тим | 12    | 19     | 11     | 42     |
| 5                     | Аустралија            | 8     | 8      | 6      | 22     |
| 6                     | Турска                | 7     | 2      | 0      | 9      |
| 7                     | Мађарска              | 6     | 8      | 7      | 21     |
| 8                     | Јапан                 | 4     | 7      | 7      | 18     |
| 9                     | Пољска                | 4     | 6      | 11     | 21     |
| 10                    | Чехословачка          | 3     | 2      | 3      | 8      |
| 11                    | Румунија              | 3     | 1      | 6      | 10     |
| 12                    | Уједињено Краљевство  | 2     | 6      | 12     | 20     |
| 13                    | Данска                | 2     | 3      | 1      | 6      |
| 14                    | Нови Зеланд           | 2     | 0      | 1      | 3      |
| 15                    | Бугарска              | 1     | 3      | 3      | 7      |
| 16                    | Шведска               | 1     | 2      | 3      | 6      |
| 17                    | Финска                | 1     | 1      | 3      | 5      |
| 18                    | Аустрија              | 1     | 1      | 0      | 2      |
| 18                    | ФНРЈ                  | 1     | 1      | 0      | 2      |
| 20                    | Пакистан              | 1     | 0      | 1      | 2      |
| 21                    | Норвешка              | 1     | 0      | 0      | 1      |
| 21                    | Етиопија              | 1     | 0      | 0      | 1      |
| 21                    | Краљевина Грчка       | 1     | 0      | 0      | 1      |
| 24                    | Швајцарска            | 0     | 3      | 3      | 6      |
| 25                    | Француска             | 0     | 2      | 3      | 5      |
| 26                    | Белгија               | 0     | 2      | 2      | 4      |
| 27                    | Иран                  | 0     | 1      | 3      | 4      |
| 28                    | Холандија             | 0     | 1      | 2      | 3      |
| 28                    | Јужноафричка Унија    | 0     | 1      | 2      | 3      |
| 30                    | Аргентина             | 0     | 1      | 1      | 2      |
| 30                    | Египат                | 0     | 1      | 1      | 2      |
| 32                    | Канада                | 0     | 1      | 0      | 1      |
| 32                    | Република Кина        | 0     | 1      | 0      | 1      |
| 32                    | Гана                  | 0     | 1      | 0      | 1      |
| 32                    | Индија                | 0     | 1      | 0      | 1      |
| 32                    | Мароко                | 0     | 1      | 0      | 1      |
| 32                    | Португалија           | 0     | 1      | 0      | 1      |
| 32                    | Сингапур              | 0     | 1      | 0      | 1      |
| 39                    | Бразил                | 0     | 0      | 2      | 2      |
| 39                    | Западне Индије        | 0     | 0      | 2      | 2      |
| 41                    | Ирак                  | 0     | 0      | 1      | 1      |
| 41                    | Мексико               | 0     | 0      | 1      | 1      |
| 41                    | Шпанија               | 0     | 0      | 1      | 1      |
| 41                    | Венецуела             | 0     | 0      | 1      | 1      |
|                       | Укупно                | 152   | 149    | 160    | 461    |